# Stora Vikers
Stora Vikers este o arie protejată (sit de importanță comunitară — SCI) din Suedia întinsă pe o suprafață de 281 ha, integral pe uscat.

## Localizare
Centrul sitului Stora Vikers este situat la coordonatele 57°50′51″N 18°50′23″E / 57.8474°N 18.8396°E.

## Înființare
Situl Stora Vikers a fost declarat sit de importanță comunitară în august 2015 pentru a proteja un număr necunoscut de specii din flora spontană și fauna sălbatică aflate în arealul zonei.

## Biodiversitate
Situată în ecoregiunea boreală, aria protejată conține 8 habitate naturale: Pășuni din zone de pădure fino-scandinave, Mlaștini alcaline, Taiga vestică, Alvar nordic și șisturi calcaroase precambriene, Pajiști cu Molinia pe soluri calcaroase, turboase sau argilos-nămoloase (Molinion caeruleae), Pajiști carstice calcaroase sau bazofile, de Alysso-Sedion albi, Mlaștini calcaroase cu Cladium mariscus și specii de Caricion davallianae, Lespezi calcaroase.
La baza desemnării sitului se află un număr nedeclarat de specii protejate.